# Zamek w Żmigrodzie
Zamek w Żmigrodzie – ruiny barokowego pałacu oraz dobrze zachowanej gotyckiej wieży mieszkalnej, znajdujące się w województwie dolnośląskim, w powiecie trzebnickim, w mieście Żmigród nad rzeką Barycz. Położony w parku, w którym znajduje się pomnik przyrody - dąb szypułkowy o obwodzie pnia 631 cm (w 2010). 

## Historia
Zamek w Żmigrodzie wspominano po raz pierwszy w 1296. Przypuszcza się, że była to jeszcze budowla drewniana. Następna informacja o castrum należącym do książąt oleśnickich pochodzi z 1375 r. Była to budowla na planie nieregularnym ze stojącą od północy wieżą i bramą wjazdową od południa, stojąca wśród rozlewisk rzeki Baryczy i otoczona fosą. Wśród właścicieli byli biskupi wrocławscy, książęta oleśniccy oraz rycerze.
Wraz ze śmiercią ostatniego Piasta oleśnickiego, Konrada Białego, w 1492 roku miasto wraz z zamkiem przeszło na własność króla czeskiego Władysława Jagiellończyka, który to przekazał miejscowe ziemie polskiemu feudałowi z Wielkopolski, Zygmuntowi Korcbokowi (Kurzbachowi) z Witkowa (Witkowskiemu). Wilhelm Kurzbach był w 1560 roku budowniczym drugiej, zachowanej wieży. Jest to budowla czworoboczna, czterokondygnacyjna o charakterze mieszkalno-obronnym.
Rodzina Kurzbachów władała zamkiem do 1592 r., kiedy to został sprzedany Adamowi Schaffgotschowi. Na przełomie XVI i XVII w. zamek był dwukrotnie niszczony przez pożary. Odbudowany i silnie umocniony zamek przez dwa lata skutecznie odpierał ataki wojsk szwedzkich. Zdobyty został w 1642 r. i odtąd służył przez 8 lat jako szwedzka baza wypadowa na Śląsk.
Od połowy XVII w. aż do końca II wojny światowej właścicielami była rodzina von Hatzfeld. 

## Pałac w Żmigrodzie
W drugiej  połowie XVII w. lub na początku XVIII w. Melchior von Hatzfeldt, feldmarszałek austriacki, dokonał przebudowy zamku na okazały barokowy pałac w Żmigrodzie. Średniowieczne budynki z wyjątkiem wieży zostały zburzone. Pałac zmodernizowano w XVIII w.. Architektem nowego, klasycystycznego skrzydła, był Carl Gotthard Langhans.
W dniu 9 lipca 1813 roku pałac był miejscem spotkania cara Rosji Aleksandra I oraz króla pruski Fryderyka Wilhelm III, którzy wraz z posłami brytyjskim i austriackim opracowywali plan ostatecznego pokonania Napoleona. Ustalenia przeszły do historii jako tzw. protokół trachenberski lub protokół żmigrodzki. W XIX w. zdjęto z wieży czterospadowy dach i dobudowano górne partie ozdabiając je neogotyckim krenelażem.
Pałac został zniszczony w 1945 i nie został później odbudowany. Ocalała jedynie wieża, która została odrestaurowana na zewnątrz. Nad  wejściem herby von Kurzbach i von Maltzahn oraz data  1560W latach 70. XX wieku dokonano wyburzenia ogromnej części ruin pałacu. Gruz wywieziono, a pozostała część zachowanych ruin stanowi ułamek oryginalnej wielkości pałacu. W 2007 rozpoczęto odrestaurowywanie tejże zachowanej części ruin oraz wnętrza wieży, z wykorzystaniem środków unijnych. Od 2008 pozostałości zamku są zagospodarowane turystycznie.

## Galeria

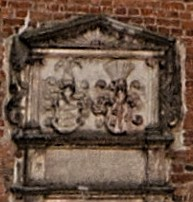
Herby na baszcie: Kurzbach, Maltzahn
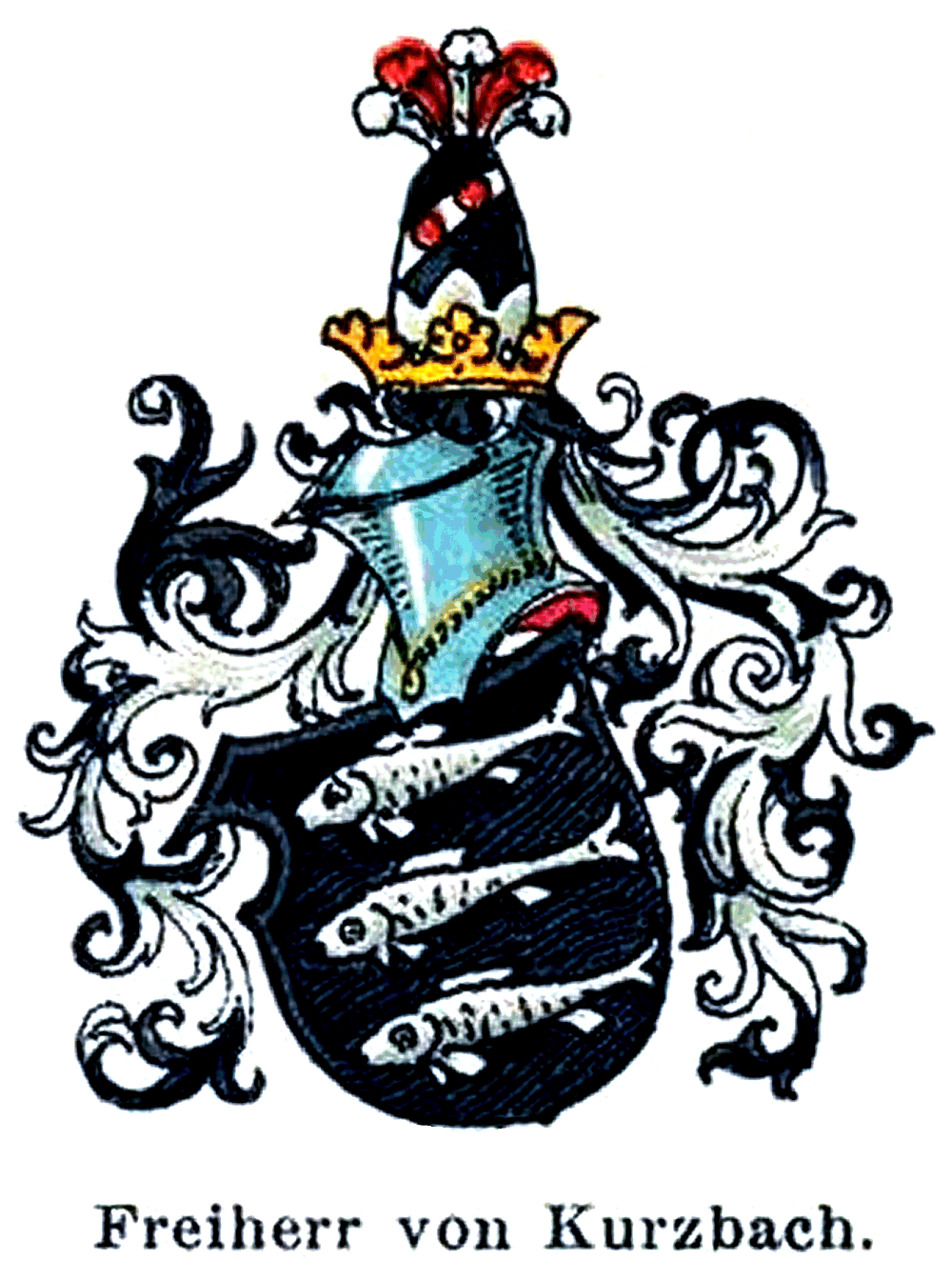
Herb von Kurzbach
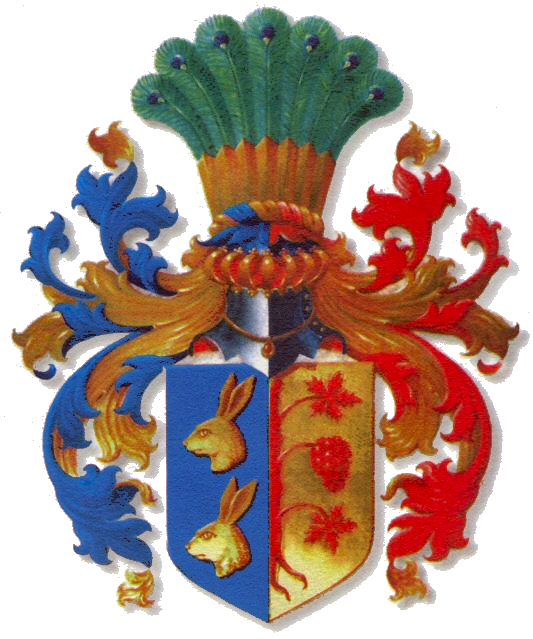
Herb von Maltzahn
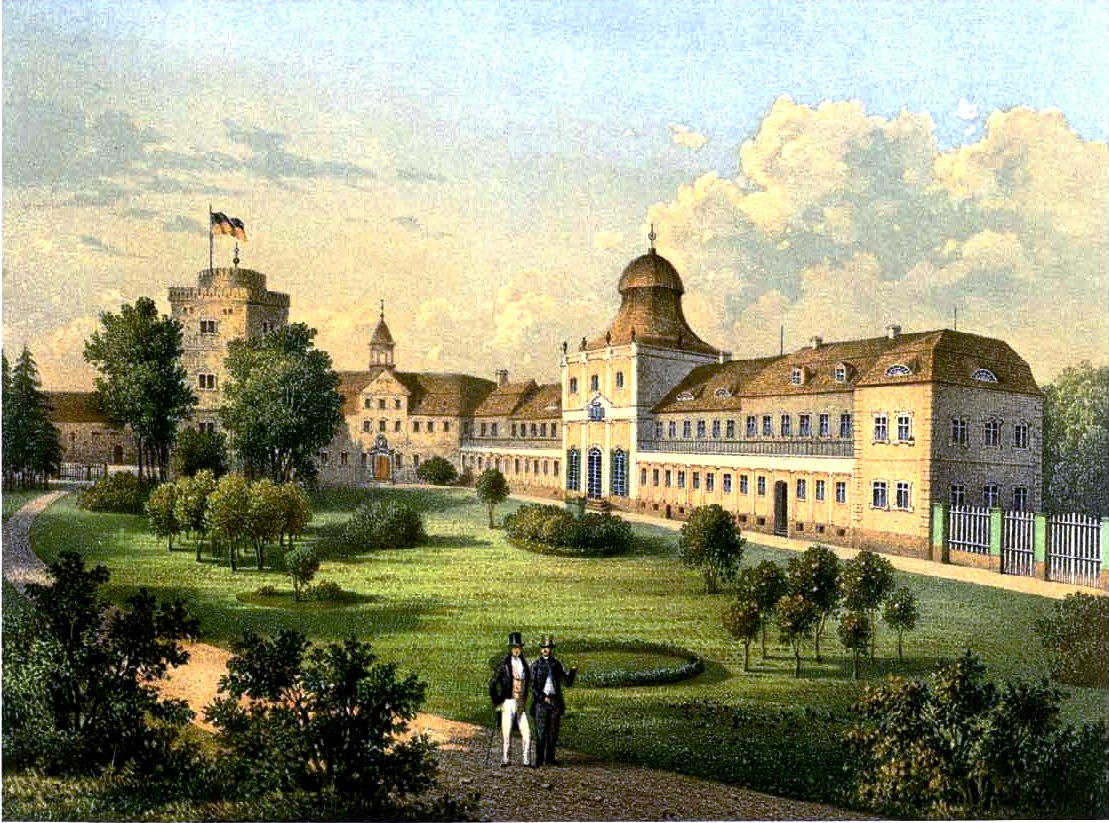
Pałac, połowa XIX w.
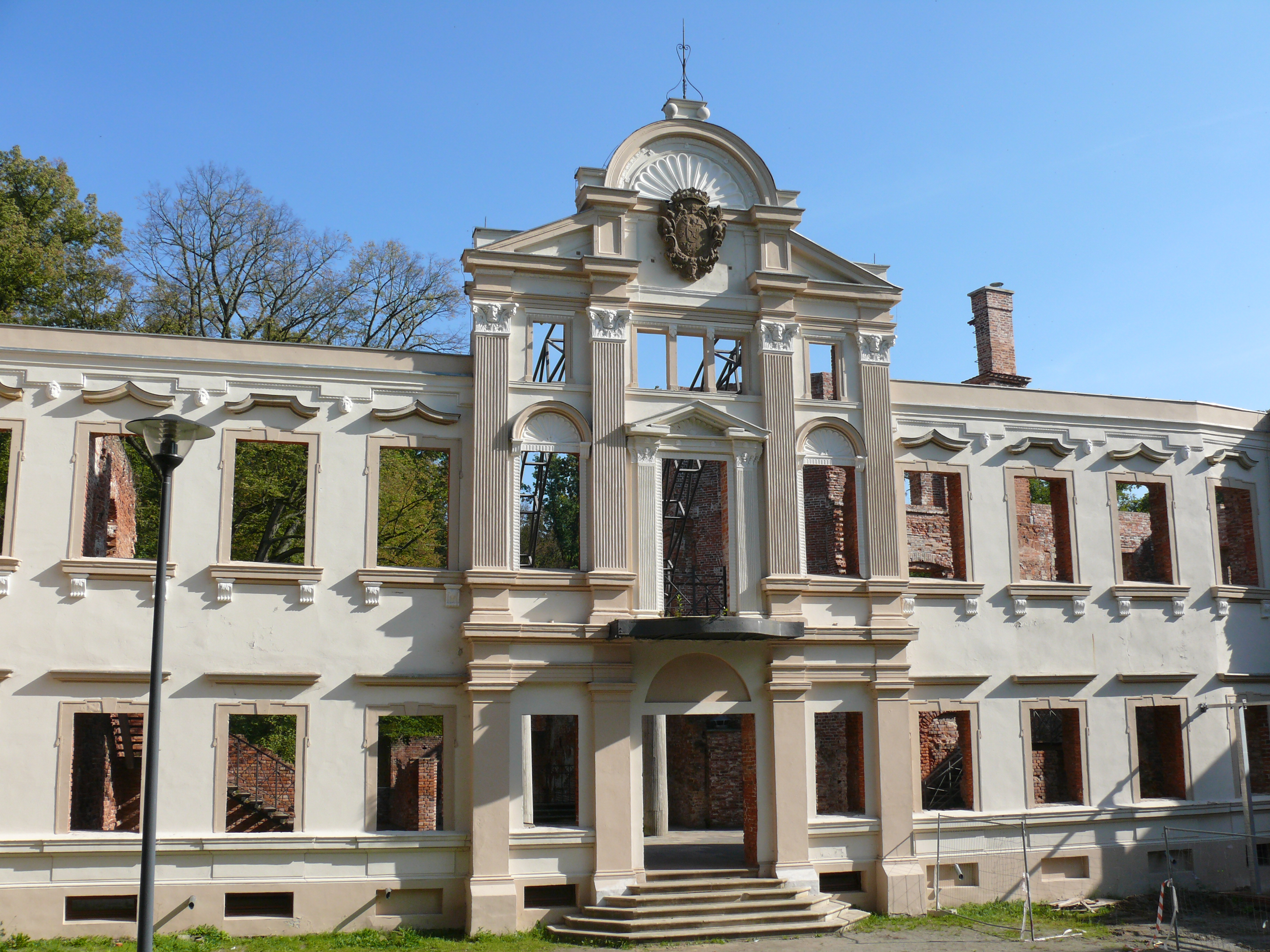
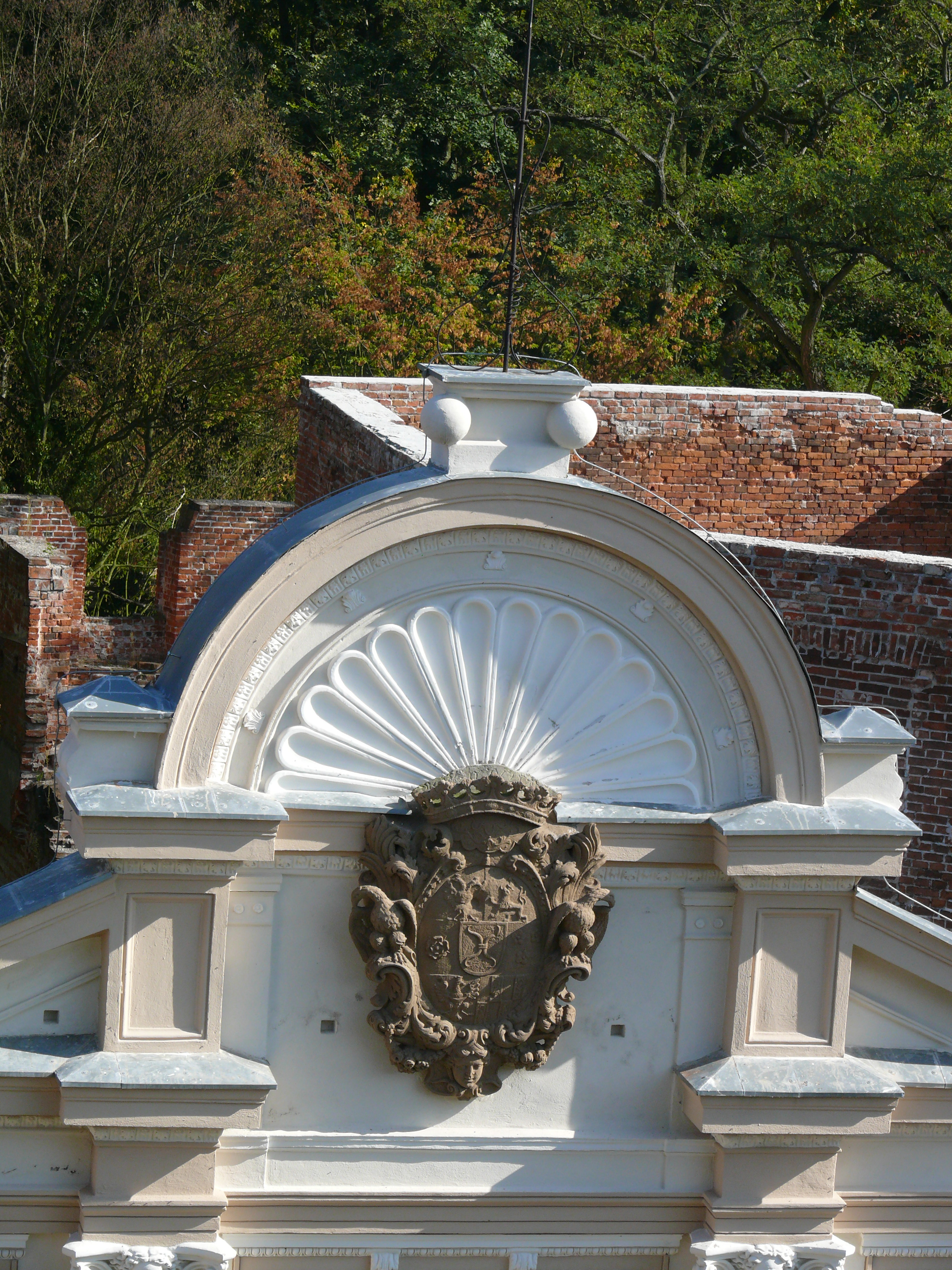
Herb von Hatzfeld
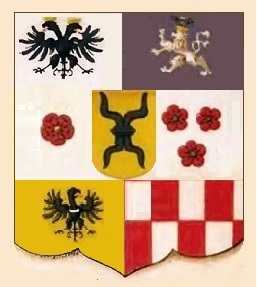
Herb von Hatzfeld